# Tlamamacan
Tlamamacan är en ort i Mexiko.   Den ligger i kommunen Mártir de Cuilapan och delstaten Guerrero, i den södra delen av landet, 170 km söder om huvudstaden Mexico City. Tlamamacan ligger 496 meter över havet och antalet invånare är 620.
Terrängen runt Tlamamacan är huvudsakligen lite bergig. Tlamamacan ligger nere i en dal. Runt Tlamamacan är det ganska glesbefolkat, med 31 invånare per kvadratkilometer. Närmaste större samhälle är Mezcala, 8,1 km väster om Tlamamacan. I omgivningarna runt Tlamamacan växer huvudsakligen savannskog.